# Cosmopolitan (tijdschrift)
Cosmopolitan (kortweg de Cosmo) is een maandelijks gepubliceerd Amerikaans "lifestyle"- en modetijdschrift, dat volledig in kleur wordt uitgegeven. Het tijdschrift verschijnt sinds 1982 ook in een Nederlandse versie. Het blad wordt uitgegeven door de Amerikaanse uitgeverij Hearst Corporation.
Het eerste exemplaar van de Amerikaanse Cosmopolitan stamt uit 1886 en dat maakt het een van de oudste Amerikaanse life-style- en modemagazines. De Cosmopolitan was vroeger voornamelijk een gezinsgeoriënteerd blad. In de loop der jaren is het uitgegroeid tot een echt vrouwenblad. De Cosmopolitan kostte in 1894 slechts 15 dollarcent per exemplaar, en een jaarabonnement kwam neer op $1,50. Tegenwoordig ligt de prijs van het tijdschrift aanmerkelijk hoger.
Er zijn tegenwoordig varianten op de Cosmopolitan, zoals de CosmoGirl!.

## Oplagecijfers Nederlandse editie
Totaal betaalde gerichte oplagen volgens het HOI, Instituut voor Media Auditing:
- 1983: 80.658
- 1984: 105.329
- 1985: 129.009
- 1986: 137.431
- 1988: 126.949
- 1989: 129.351
- 1991: 130.283
- 1992: 131.176
- 1995: 114.616
- 1996: 108.029
- 1997: 108.406
- 1998: 108.264
- 2002: 105.513
- 2003: 108.289
- 2016: 65.806
- 2017: 54.397
- 2018: 43.955
- 2019: 34.410
- 2020: 32.867